# Констанц
Ко́нстанц (нем. Konstanz [ˈkɔnstants], местн. [ˈkɔnʃtants] Ко́нштанц, алем. нем. Konschdanz) — город в Германии, на Боденском озере, на границе со Швейцарией. Центр одноимённого района административного округа Фрайбург федеральной земли Баден-Вюртемберг.

## Географическое положение
Город Констанц лежит на берегу Боденского озера при истоке Рейна из Верхнего озера на границе со швейцарским кантоном Тургау и образует единое городское пространство с швейцарским городом Кройцлинген общим населением более 115 000 человек (в Констанце по данным на 2011 год насчитывается около 85 000 жителей). Поскольку Швейцария не является членом Европейского союза, между городами, хотя и в облегчённом режиме, продолжает существовать пограничный контроль. Кроме того, Констанц и Кройцлинген имеют различные валютные системы: евро и швейцарский франк соответственно, хотя на практике к оплате принимаются обе валюты.
| Показатель                         | Янв. | Фев.  | Март  | Апр. | Май  | Июнь  | Июль | Авг. | Сен. | Окт. | Нояб. | Дек.  |
| ---------------------------------- | ---- | ----- | ----- | ---- | ---- | ----- | ---- | ---- | ---- | ---- | ----- | ----- |
| Абсолютный максимум, °C            | 16,3 | 19,4  | 24,1  | 30,7 | 32,2 | 36,3  | 36,7 | 36,1 | 30,9 | 25,8 | 22,0  | 16,8  |
| Средний суточный максимум, °C      | 3,3  | 5,2   | 10,7  | 15,1 | 19,8 | 23,1  | 25,2 | 24,8 | 20,1 | 14,4 | 7,8   | 4,3   |
| Средняя температура, °C            | 0,9  | 2,0   | 6,3   | 10,0 | 14,5 | 17,9  | 19,9 | 19,7 | 15,6 | 10,8 | 5,2   | 2,0   |
| Средний суточный минимум, °C       | −1,5 | −1,2  | 1,8   | 4,8  | 9,2  | 12,7  | 14,6 | 14,5 | 11,1 | 7,3  | 2,6   | −0,3  |
| Абсолютный минимум, °C             | −19  | −13,7 | −12,5 | −3,5 | −0,2 | 4,4   | 7,6  | 6,8  | 2,4  | −3,8 | −9    | −13,6 |
| Норма осадков, мм                  | 48,3 | 45,0  | 51,0  | 64,1 | 89,7 | 101,0 | 99,5 | 91,2 | 72,2 | 62,8 | 59,5  | 64,3  |
| Источник: Погода и климат Констанц |      |       |       |      |      |       |      |      |      |      |       |       |

Историческое ядро Констанца — Старый город (нем. Altstadt) и Парадиз (нем. Paradies) — располагается на левом южном берегу Рейна, при этом большая часть современного города лежит на его правом берегу, на полуострове Боданрюк между Нижним и Юберлингским озёрами. Береговая линия в черте города составляет 34 км.

## Административное деление

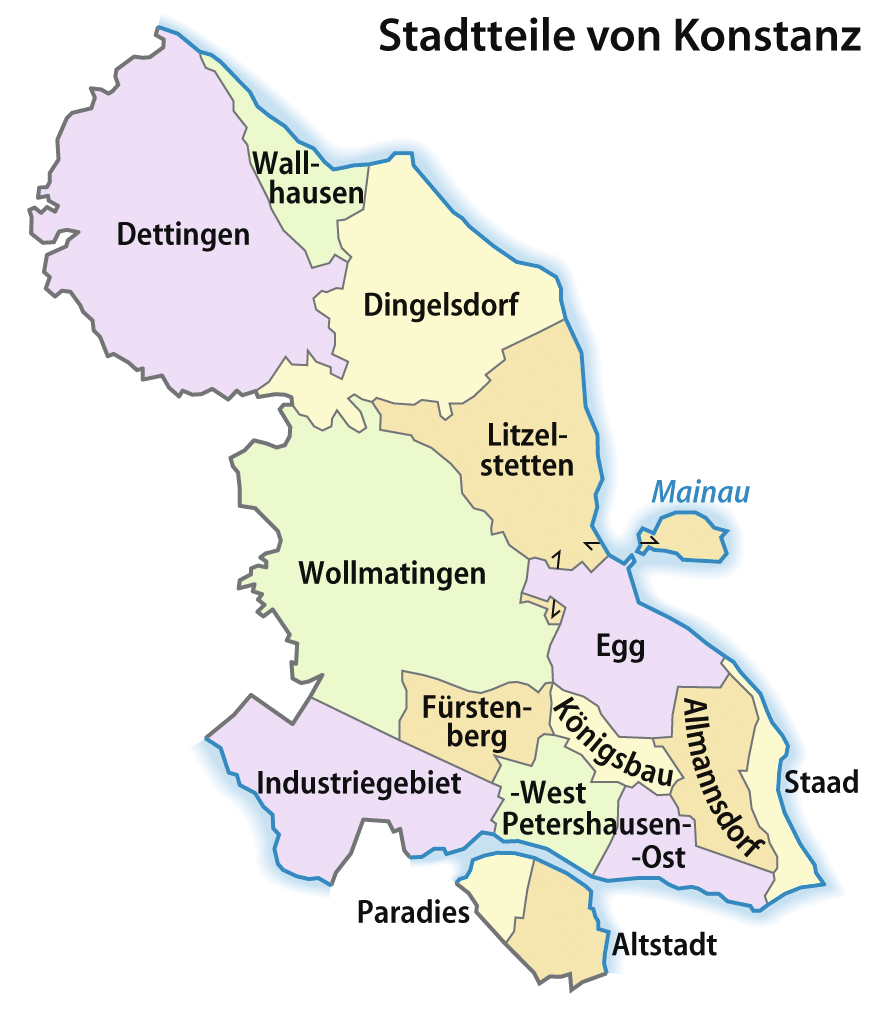
Районы Констанца

Город подразделяется на 15 районов, причём зачастую речь идёт о некогда самостоятельных общинах, присоединённых к Констанцу: Старый город (Altstadt), Парадиз (Paradies), Петерсхаузен-Вест (Petershausen-West) и -Ост (Petershausen-Ost), Кёнигсбау (Königsbau), Альмансдорф (Allmannsdorf), Штаад (Staad), Фюрстенберг (Fürstenberg), Вольматинген (Wollmatingen), Индустриальная зона (Industriegebiet), Эгг (Egg), Литцельштеттен (Litzelstetten), Дингельсдорф (Dingelsdorf), Деттинген (Dettingen) и Вальхаузен (Wallhausen).

## Исторический очерк

### Античность
По всей видимости, первыми на месте современного Констанца поселились кельтские племена гельветов во II веке до н. э. При императоре Августе регион Боденского озера стал частью Римской империи в составе провинции Реция. Кельтское поселение было разрушено, и несколько позднее в районе нынешнего констанцского мюнстера на холме было выстроено небольшое римское поселение, название которого неизвестно, однако идентифицируется рядом исследователей как Drusomagus из «Географии» Птолемея.; впрочем, эта локализация считается спорной в силу недостатка археологических сведений. Во II веке н. э. здесь были возведены первые каменные общественные здания, в III веке поселение было обнесено стеной.
Значение будущего Констанца сильно возросло после потери Римской империей так называемых Декуматских полей: около 300 года поселение стало частью Дунай-Иллер-Рейнского лимеса. Позднеримский каструм Констанция (лат. Constantia), фрагменты фундаментов которого можно наблюдать на площади перед мюнстером, призван был противостоять натиску алеманнов и гарантировать безопасную переправу через Рейн. Под защитой стен военного лагеря процветало и гражданское поселение: найденные поблизости от оборонительных стен руины общественных бань, также IV века, занимают необычно большую площадь.

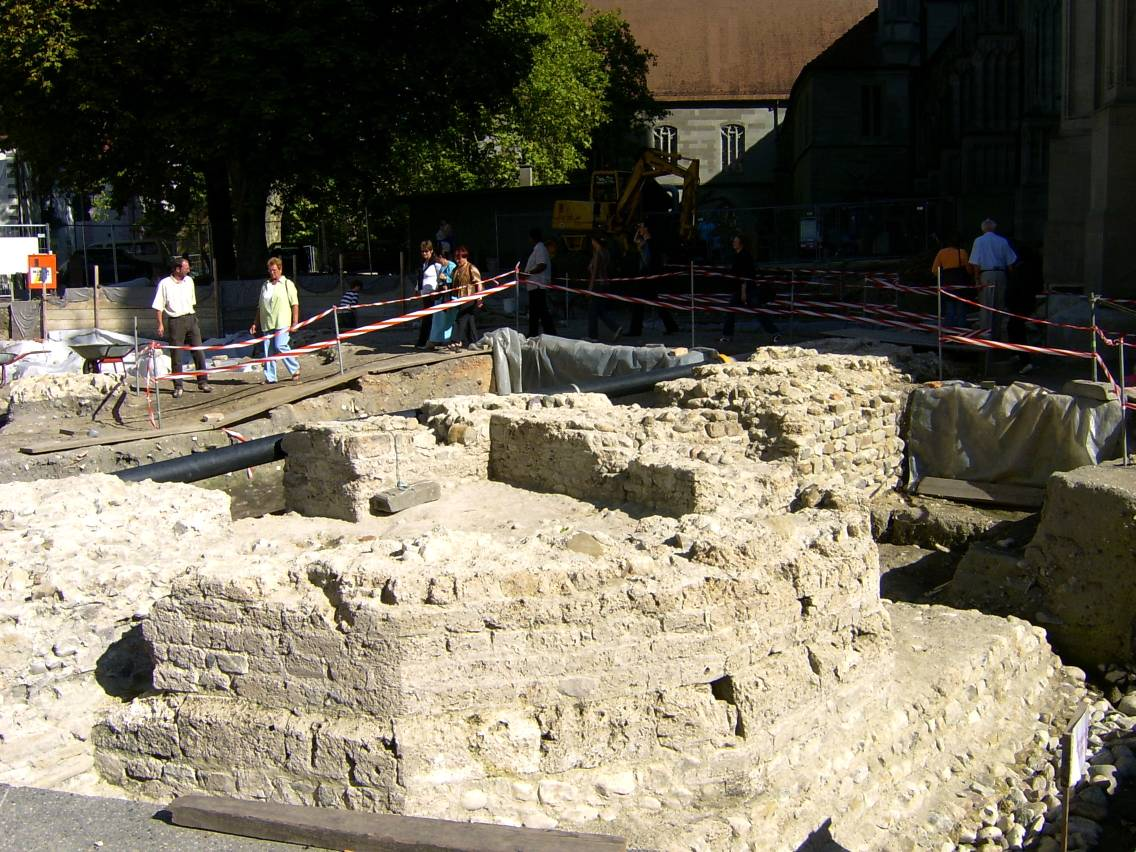
Фундамент римской башни

#### Название города
Своё название поселение, относящееся к римской провинции Raetia prima, получило, вероятно, в честь императора Констанция I, одержавшего около 300 года несколько важных побед над алеманнами и тем самым укрепившего римскую границу на Дунае и Рейне. Косвенно эта версия подтверждается найденной в лежащем неподалёку от Констанца каструме Тасгетиум надписью, датированной 293—305 годами. Согласно другой версии, Констанц назван в честь его внука, Констанция II, боровшегося в 354—355 годы на Рейне против алеманнов, и, возможно, останавливавшегося в городе, по случаю чего Констанц и мог получить своё имя.
Первое, не вызывающее дискуссий, письменное упоминание о Констанце относится к 525 году и встречается в путевых заметках романизированного остгота Анарида.

### Средние века
На протяжении последующего тысячелетия история Констанца была теснейшим образом связана с историей Церкви. Около 585 года епископ Максимус (Maximus) перенёс в Констанц епископскую кафедру из ставшей из-за переселения народов небезопасной Виндониссы (современный город Виндиш), основав Констанцское епископство; епископы вместе с тем стали сеньорами Констанца. Примерно в это же время на фундаментах старого римского укрепления была выстроена первая епископская церковь — будущий собор Девы Марии.
Большую роль в возвышении города сыграл Конрад I фон Альтдорф, констанцский епископ с 934 по 975 годы, после многочисленных пребываний при папском дворе перестроивший Констанц по образцу Рима. Паломничество в Иерусалим побудило Конрада начать строительство ротонды Св. Маврикия с подобием кувуклии из Храма Гроба Господня, что сделало Констанц центром регионального паломничества.

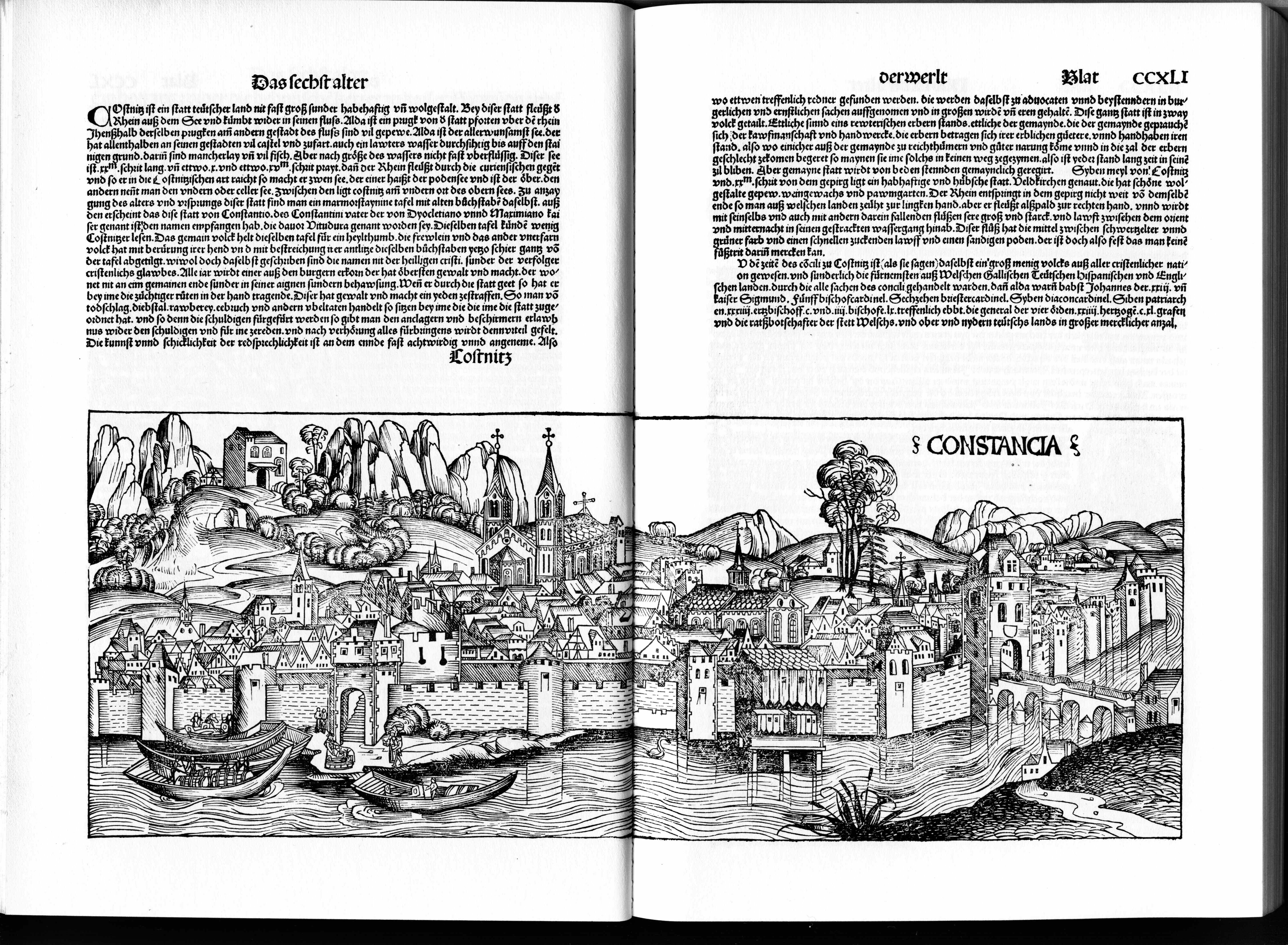
Изображение Констанца из «Нюрнбергской хроники» Хартманна Шеделя (1493)

Выгодное положение города на оживлённом торговом пути из Германии через горные перевалы в современном Граубюндене в Италию способствовало притоку населения и росту благосостояния, так что Констанц постепенно расширялся в южном направлении. Главным объектом торговли при этом был белёный холст, благодаря своему качеству известный далеко за пределами региона Боденского озера.
В 1183 году Констанц стал местом подписания мирного договора между императором Фридрихом I и ломбардскими городами.
Стремление городского совета к автономии от власти епископа принесло Констанцу статус Вольного города (между 1192 и 1213 годами), то есть город был теперь непосредственно подчинён имперским административным органам и — в идеале — был освобождён от налогов в пользу епископа. Однако в действительности Констанц отдавал императору лишь 50 % налогов, в то время как другие 50 % по-прежнему отходили епископской казне, что применительно к Констанцу не позволяет говорить о чистом случае вольного города.
В 1312 году для защиты своих — в первую очередь экономических и политических интересов — Констанц заключил союзное соглашение с Цюрихом, Шафхаузеном и Санкт-Галленом.
В 1388 году город Констанц находился в зените своего могущества и для дальнейшего поощрения торговли выстроил в порту массивное складское здание, в котором спустя почти 30 лет во время знаменитого церковного собора проходили выборы папы Мартина V. Торговые пути, однако, постепенно смещались на запад, проходя теперь через перевал Сен-Готард, Цюрих и Базель, минуя Констанц, что повлекло за собой упадок городской экономики в позднем Средневековье. С другой стороны, благодаря этому строение торгового двора в порту, известное как Konzil (нем.; в память о церковном соборе) сохранилось до наших дней едва ли не в первозданном виде.

#### Констанцский церковный собор

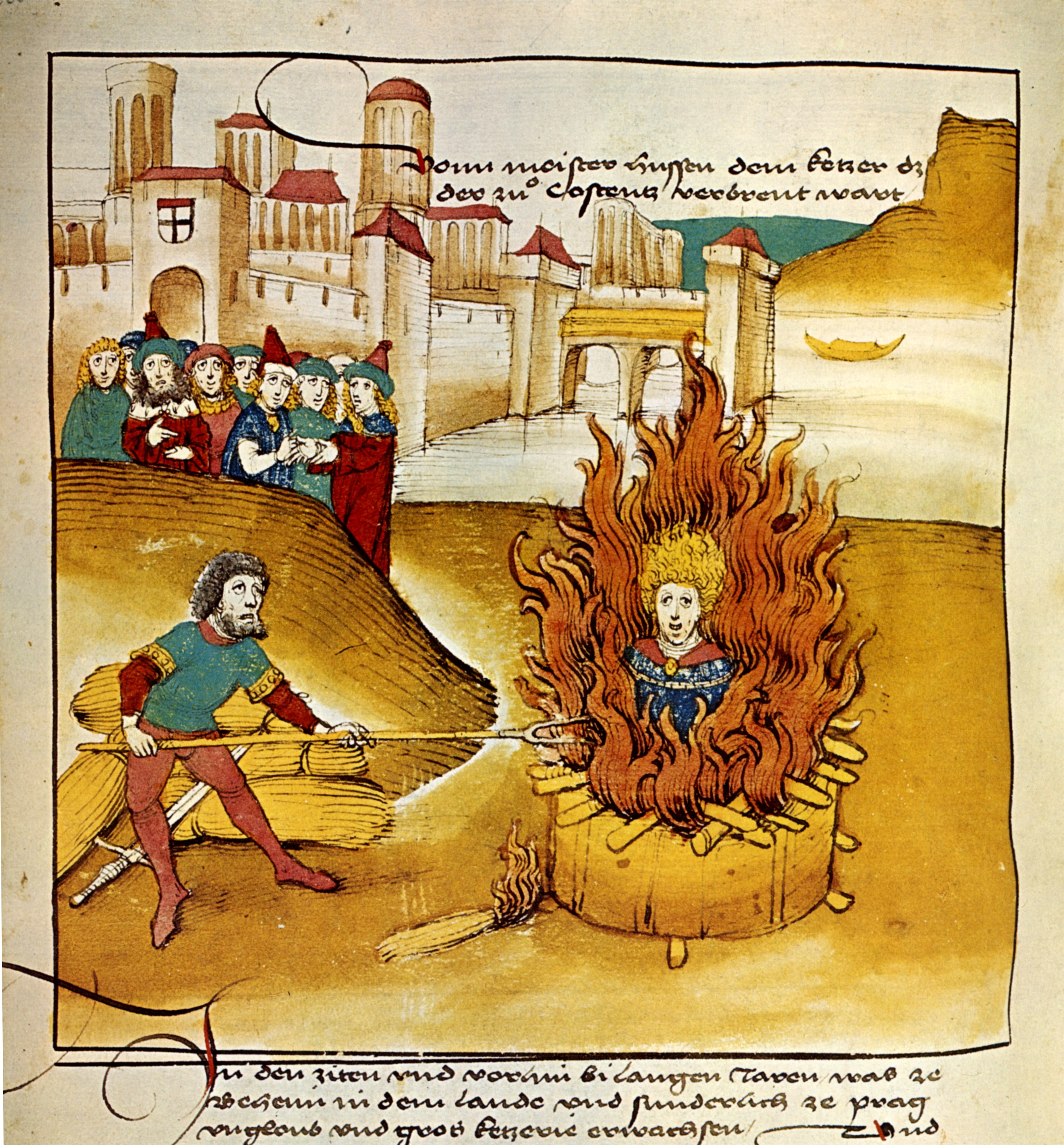
Казнь Яна Гуса

Проводившийся в 1414—1418 годах в городе XVI Вселенский собор был самым значительным событием этого периода, привлёкшим в город политическую и интеллектуальную элиту со всей Европы. Заседания собора проходили, в основном, в мюнстере — епископской церкви Констанца, и лишь конклав, выборы нового папы римского, в силу количества участников, был перенесён в здание торгового двора в порту. Собор знаменателен не только тем, что означал завершение Великой схизмы, продолжавшейся с 1378 года, отрешением от власти трёх антипап и единственным в истории случаем выборов нового папы в регионе севернее Альп, и подтверждением Рима в качестве местопребывания папского престола, но также осуждением и сожжением Яна Гуса и Иеронима Пражского, о чём напоминают музей Яна Гуса и памятный камень на месте их казни (к западу от Старого города, недалеко от швейцарской границы).
Другим важным событием, связанным с Констанцским собором, была окончательная передача Бранденбурга нюрнбергскому бургграфу Фридриху VI Гогенцоллерну 30 апреля 1414 года, ставшему отныне наследным маркграфом и курфюрстом Фридрихом I Бранденбургским.
В XIII веке город назывался не только Constantia , но также Costanze и даже Kostinz; в XV веке это привело к ошибочной записи городского имени как Costnitz, вследствие чего Констанцский собор в ряде работ именуется Костницким собором. В чешском языке Констанц до сих пор называется Костнице.
Любопытно, что в начале XV века Констанц едва не стал членом Швейцарского союза, однако заявка была отклонена из опасения, что при положительном исходе дела городское население Союза стало бы преобладающим. В качестве своего рода компенсации Констанц в 1488 году был вынужден присоединиться к Швабскому союзу.

#### Реформация
В начале XVI столетия Констанц, как и многие другие вольные и имперские города в южной Германии, был захвачен идеями обновления церковной жизни и вероучения в смысле возврата к их предполагаемой изначальной простоте. Основное влияние при этом исходило не столько от непосредственных последователей Лютера в Германии, сколько от цюрихского реформатора Ульриха Цвингли. Одной из важнейших фигур этого времени является, несомненно, друг Филиппа Меланхтона Амвросий Бларер (1492—1564), своей активной позицией много способствовавший победе Реформации на юге Германии. Правивший тогда в Констанце епископ Хуго фон Хоэнланденберг (1460—1531), изначально с пониманием отнёсшийся к новым идеям, уже в 1522 году решительно выступил против «схизматиков и бунтовщиков», опасаясь непредсказуемых социальных последствий. В 1527 году, вследствие резко обострившегося экономическо-политического конфликта с епископом, городской совет всё же решился провести в Констанце Реформацию. Фон Хоэнланденберг был вынужден покинуть город, и в итоге перенёс свою резиденцию в находящийся на северном берегу Боденского озера Меерсбург; домский капитул также сменил своё местопребывание на Юберлинген (с 1542 года — на Радольфцелль). В 1529 году на рейхстаге в Шпайере констанцская делегация была в составе подписантов Шпайерской протестации, давшей название всему движению обновления Церкви. Несколько позднее, в 1531 году Констанц стал участником Шмалькальденского союза. После поражения протестантов в первом конфликте такого рода (на религиозной почве), Констанц, последним из южнонемецких городов Союза, был занят имперскими войсками в 1548 году, и в качестве экзекуции лишён статуса вольного города, будучи переданным Карлом V своему брату Фердинанду I, тогда эрцгерцогу Австрии. Включённый в Переднюю Австрию, Констанц был постепенно рекатолизирован и использовался как опорный пункт в борьбе Габсбургов против территориальной экспансии Швейцарского союза, превратившись постепенно в тихий провинциальный город. Для укрепления католической веры в 1604 году в Констанце был основан иезуитский колледж, в котором 150 лет спустя, с 1746 по 1750 годы обучался Франц Антон Месмер, создатель учения о животном магнетизме; в здании колледжа сегодня располагается городской театр, один из старейших в Германии (первое представление силами учеников было дано в здании уже в 1607 году).

### Новое время

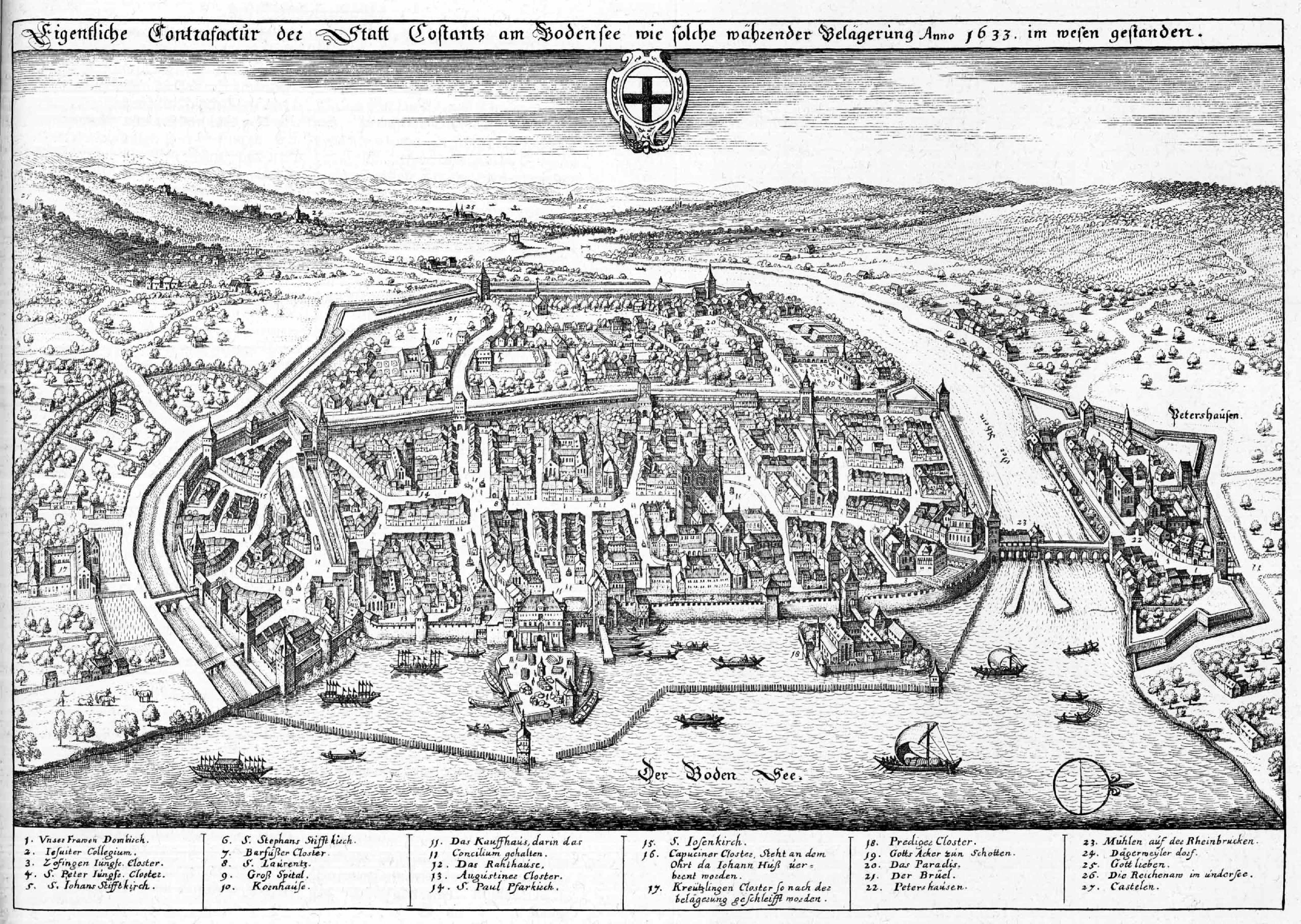
Изображение Констанца в 1633 г.

Во время Тридцатилетней войны в 1633 году Констанц был безуспешно осаждаем шведской и вюртембергской армиями, в память о чём у моста на остров Майнау можно наблюдать барочный «шведский крест» с основанием из шведской трофейной пушки тех времён. О событиях тех лет напоминает также капелла в городском районе Штаад-Альмансдорф.
Для оживления экономической жизни, правительство Передней Австрии в 1785 году пригласило в Констанц гугенотов из Женевы: так, Жак Луи Макейр дель Ор (Macaire de l´Or) основал не только первый в Констанце банк, но также ткацкую и красильную индиго мануфактуры.
В ходе Коалиционных войн Констанц трижды — в 1796, 1799 и в 1805 годах — захватывали французские войска, что из-за обязанности содержания войск исключительно негативно отразилось на положении в городе. При командовании французского генерала Моро в 1799 году был также разобран средневековый мост через Рейн.
В 1806 году, после упразднения констанцского княжества-епископства, Констанц стал частью нового Великого герцогства Баден и главным городом баденского Озёрного округа.
В революционном 1848 году Констанц был одним из центров баденской революции: именно из Констанца в сторону Карлсруэ, где располагалась герцогская резиденция, выступил вооружённый отряд под руководством Франца Геккера, вскорости разбитый в южном Шварцвальде при активной поддержке прусской армии.
В 1863 году Констанц стал конечной станцией на главном ходу баденской железной дороги (Манхайм — Базель — Констанц), что вместе с провозглашением в 1862 году свободы предпринимательства в герцогстве Баден принесло с собой быстрый экономический подъём, взрывной рост населения и снос средневековых городских укреплений, материал которых был использован для сооружения железнодорожной насыпи и намыва территории будущего городского сада.

### Новейшее время

#### Первая мировая война
С началом Первой мировой войны и закрытием государственной границы Констанц впервые оказался отрезан от соседнего Тургау, с которым всегда поддерживал тесную взаимосвязь, что немедленно негативным образом отразилось на состоянии городских финансов. С другой стороны, экономические санкции против проигравшей войну Германии едва ли сильно сказались на развитии Констанца, не обладавшего значительной военной индустрией. В 1920-х годах в городе было открыто автобусное сообщение и в 1929 году — паромное сообщение с Меерсбургом.
В 1935 году, в ходе реформы городского самоуправления, Констанц был выделен в отдельный городской округ.

#### Вторая мировая война
Годы национал-социалистической диктатуры запомнились преследованиями политических оппозиционеров, антиеврейскими погромами в ноябре 1936 году, поджогом и сносом синагоги в 1938 году, а также массовыми депортациями в лагеря Дахау, Гюрс, Рига и Терезиенштадт.
8 ноября 1939 года при попытке нелегального пересечения границы в Констанце был арестован Георг Эльзер, незадолго до этого организовавший неудачное покушение на Гитлера в Мюнхене.
Во время войны Констанц, несмотря на свой промышленный потенциал, только по счастливому стечению обстоятельств не стал объектом авиаударов союзников, вслед за соседним швейцарским Кройцлингеном активно используя светомаскировку. 26 апреля 1945 года фактически без боя Констанц был занят частями Первой французской армии, и после окончания войны принадлежал к французской зоне оккупации (последние части французской армии были выведены из города 18 июля 1978 года).

#### В составе земли Баден-Вюртемберг

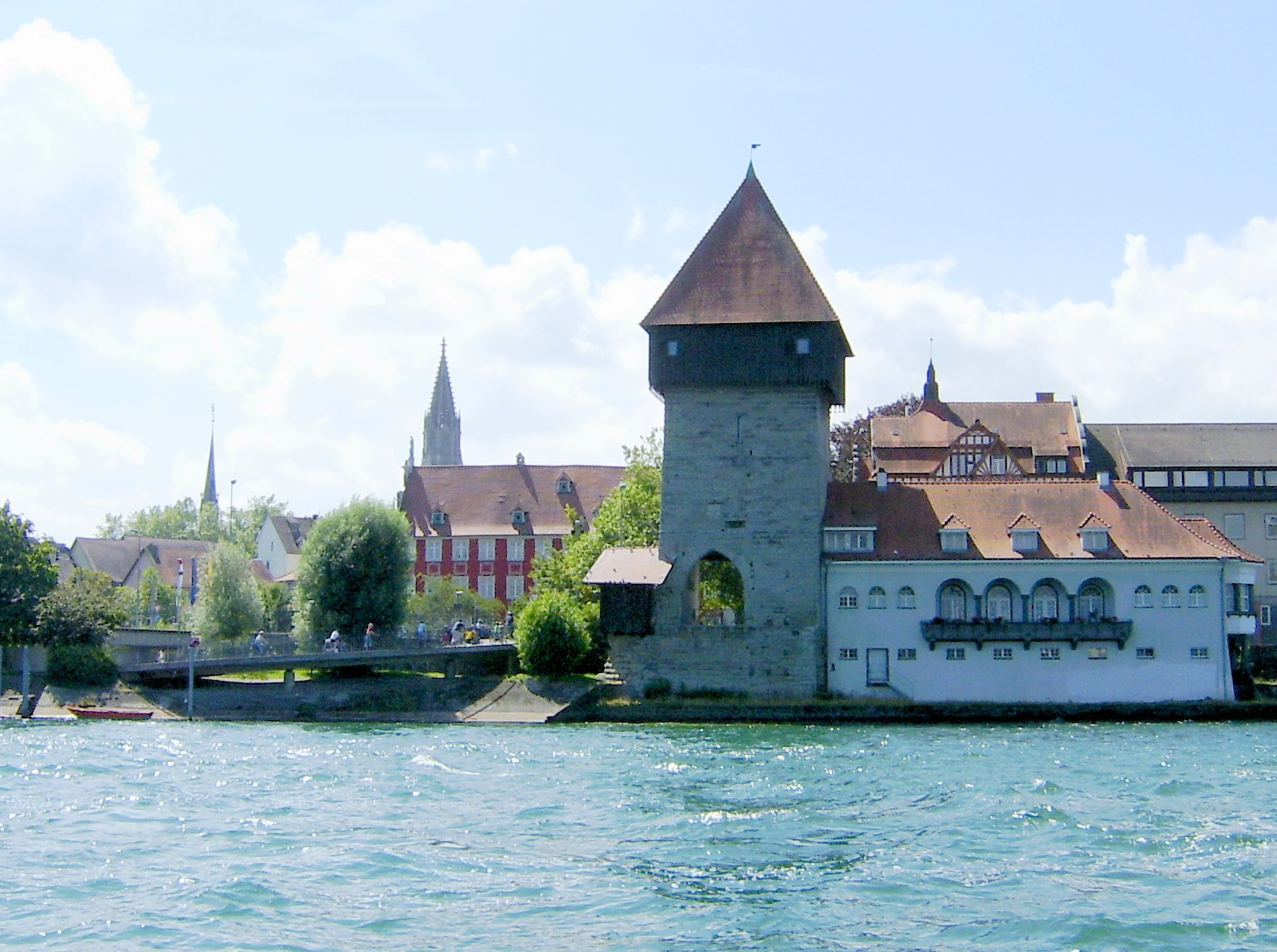
Вид на Старый город со стороны Рейна

В 1952 году в результате административного объединения Южного Бадена, Вюртемберг-Бадена и Баден-Гогенцоллерна, город Констанц стал частью новой федеральной земли Баден-Вюртемберг, подчиняясь первоначально административному управлению Южного Бадена (до 1972 года) и с 1973 года — административному управлению Фрайбург.
В 1953 года по решению городского совета Констанц вновь был включён в состав административного округа Констанц и с 1956 года имеет статус «большого окружного города».
С основанием университета в 1966 году Констанц получил новый импульс для дальнейшего развития не только в качестве туристического центра, но как современный и динамичный город.

## Население
В Средние века и в Новое время население Констанца составляло несколько тысяч человек, и лишь во время церковного собора 1414—1418 годах увеличилось по разным оценкам до 10 или даже 40 тысяч. Население росло в целом медленными темпами вследствие многочисленных военных конфликтов, эпидемий и вспышек голода. Взрывной рост городского населения Констанца связан с индустриальной революцией XIX века: так, если в 1806 году число жителей составляло 4 400 человек, то в 1900 году — 21 000, и в 1950 году — 42 000 человек. Присоединение окрестных общин в 1970-е годы довело эти цифры до 70 000. По результатам на конец 2011 года население Констанца составляло 85 524 человека, что делает Констанц одним из 100 крупнейших по населению городов Германии.

## Герб
Чёрный крест с красной полосой в верхней четверти поля. Крест, с изменением цвета с красного на чёрный, — это наследие констанцских епископов, изначальных сеньоров города. Красная полоса обозначает право осуществления высшего правосудия (нем. Blutgericht).

## Международное сотрудничество
Констанц имеет партнёрские отношения с городами:
- Фонтенбло (с 1960 г.)
- Ричмонд на Темзе (один из районов Большого Лондона; с 1983 г.)
- Табор (с 1984 г.)
- Лоди (с 1986 г.)

Кроме того, в меньшем объёме поддерживаются отношения с:
- Сучжоу (Цзянсу)
- Панчево

## Культура
Констанц — один из крупнейших туристических центров на Боденском озере, и располагает многочисленными учреждениями культуры: от городского театра (с 1607 г.), симфонического оркестра и Юго-западной филармонии, галереи Вессенберга и разнообразных частных художественных галерей до земельного археологического музея и музея Яна Гуса, и от Росгартенского музея городской истории вплоть до коммунального центра культуры и искусства К9, весьма излюбленного в студенческой среде, и аквариума Sea Life.

### Регулярные события
- Ранней весной, в Жирный четверг за 46 дней до Пасхи и перед началом Великого поста в городе начинается Карнавал, называемый Фас(т)нахт, или Фаснет. Большое праздничное шествие ряженых, изображающее разгул демонических, или земных сил, собирает ежегодно до 3 500 участников и до 25 000 зрителей.
- В начале июня проводится, с одной стороны, международный праздник водных видов спорта, Internationale Bodenseewoche, а с другой — пользующийся особой популярностью двухдневный международный немецко-швейцарский блошиный рынок.
- В июле в Констанце проходит праздник вина.
- В начале-середине августа — многодневный музыкальный фестиваль Seenachtfest с почти часовым немецко-швейцарским пиротехническим шоу в констанцской гавани.
- Конец сентября-начало октября собирает публику на констанцский Октоберфест.
- В середине октября традиционно проходят концерты констанцской джаз-осени (нем. Konstanzer Jazz-Herbst) и опен-эйр фестиваль Rock am See.
- Завершается год Рождественским базаром в историческом центре города и в гавани.

## Достопримечательности
В первую очередь интересен хорошо сохранившийся средневековый центр города с многочисленными фахверковыми домами, романо-готическим бывшим епископским храмом, зданием Констанцкого собора и фрагментами городских укреплений.
Внимание туристов также привлекает гигантская статуя «Империя» работы Петера Ленка, установленная на одном из молов в констанцской гавани и каждые 4 минуты делающая оборот вокруг своей оси. Империя, юная куртизанка, описанная Оноре де Бальзаком в рассказе La belle Impéria, сатирическим образом напоминает о временах Констанцского собора: в своих руках она держит несоразмерно маленькие фигуры обнажённых пожилых мужчин в императорской короне и папской тиаре соответственно. Бальзак в своём рассказе высмеивал двойную мораль католического духовенства, Петер Ленк направляет критику также и в адрес светских властей, изображая не только папу Мартина V, но и императора Сигизмунда; куртизанка Империя, таким образом, держит в своих руках судьбы всего христианского мира.
В черте города можно также упомянуть имперское аббатство Петерсхаузен, а за городом — монастырь Райхенау и «остров цветов» Майнау.

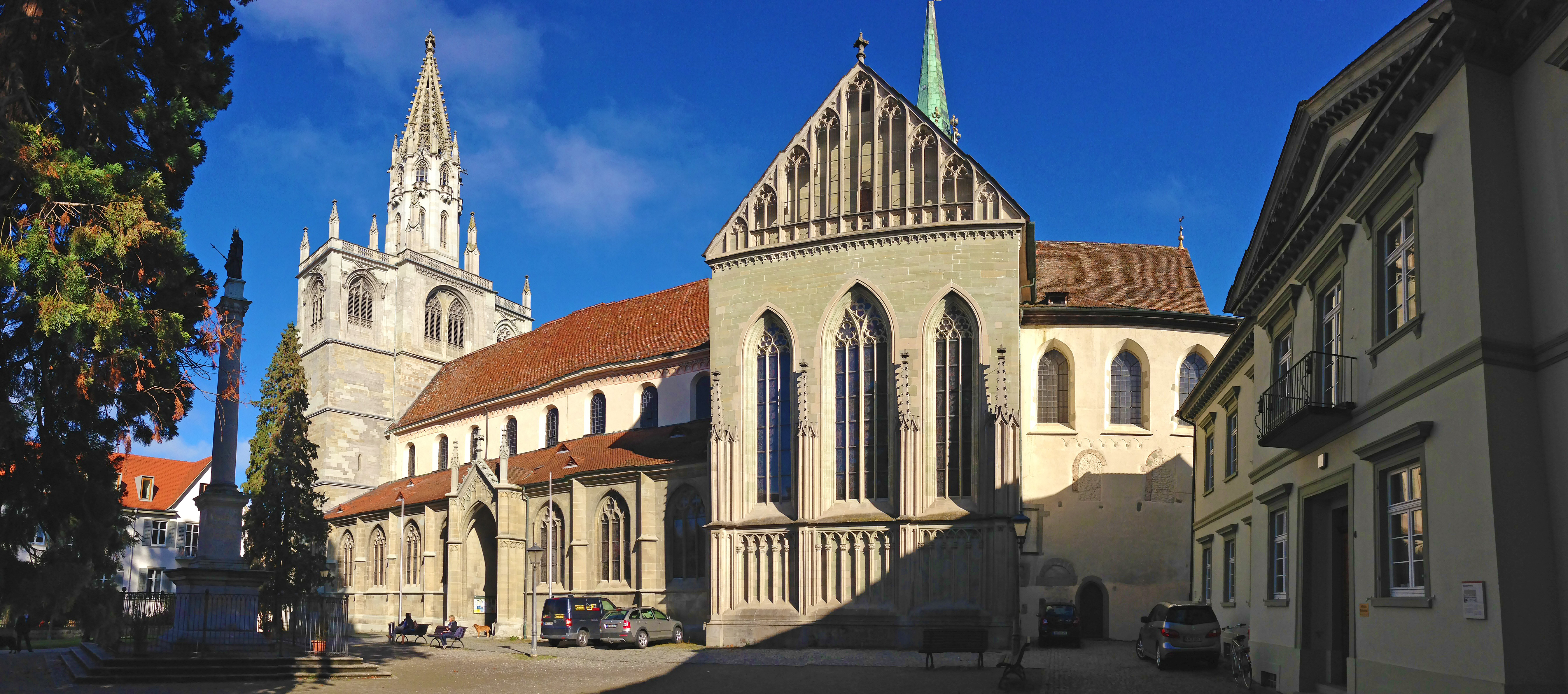
Собор Девы Марии
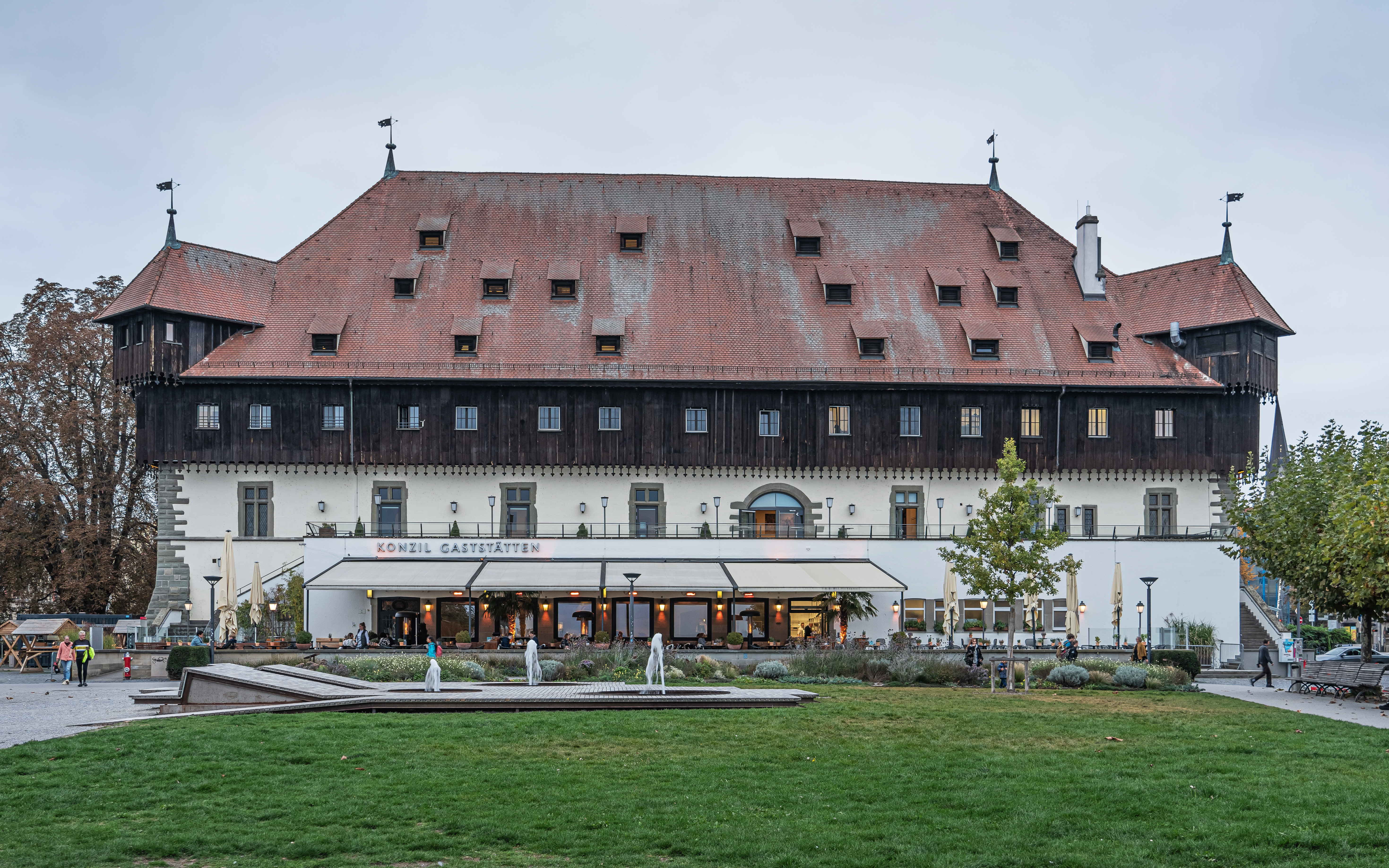
Здание Констанцкого собора
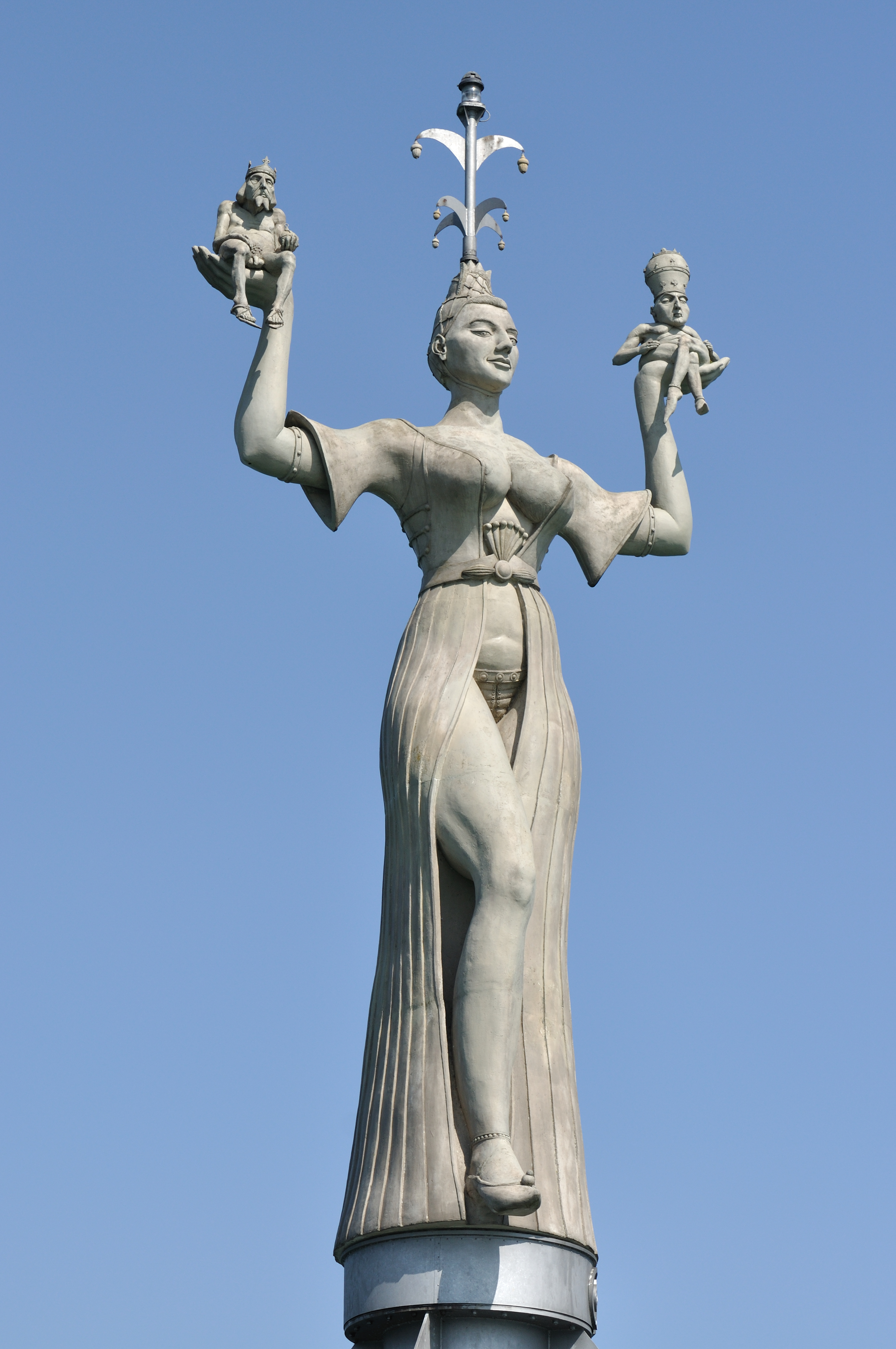
Статуя «Империя»
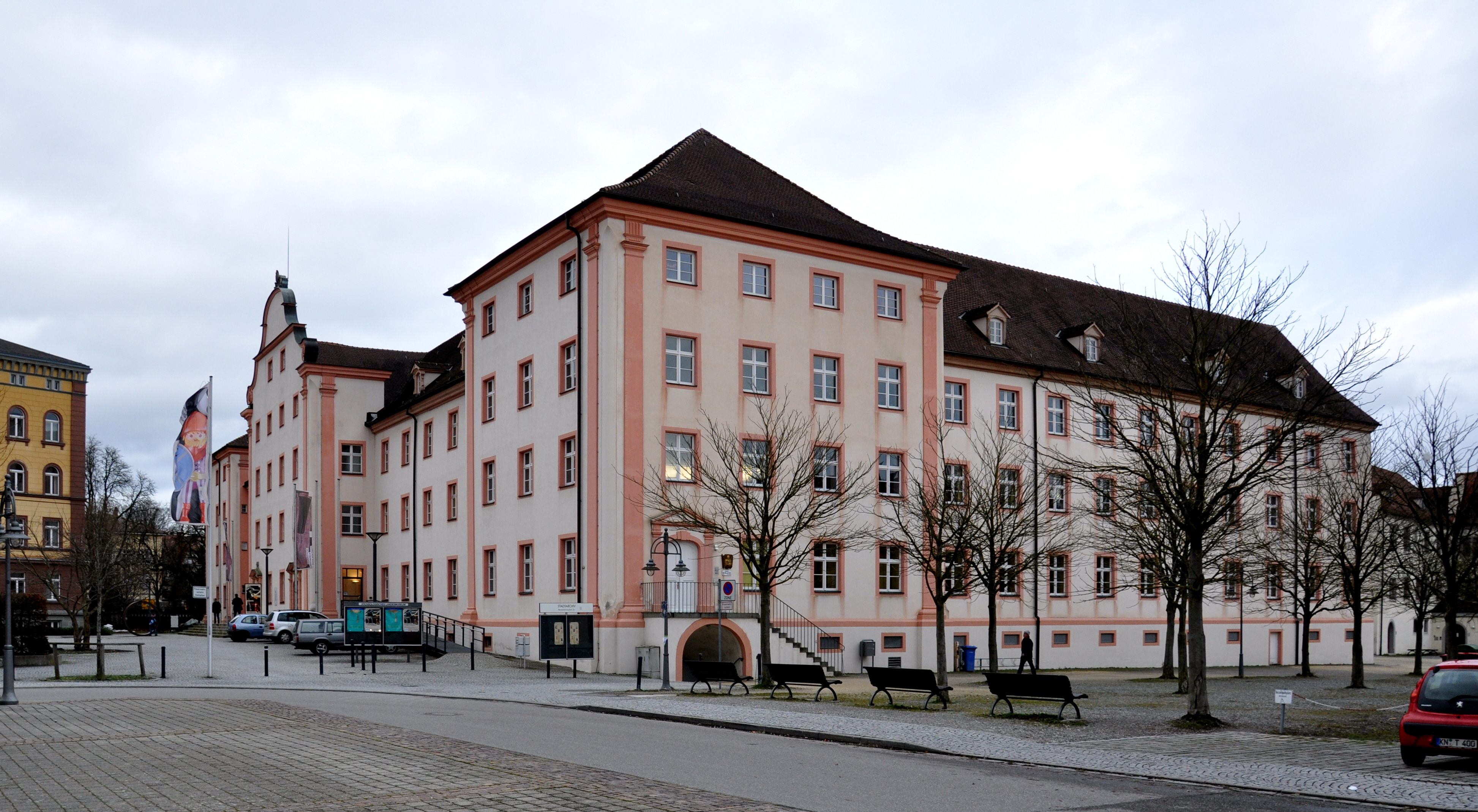
Аббатство Петерсхаузен
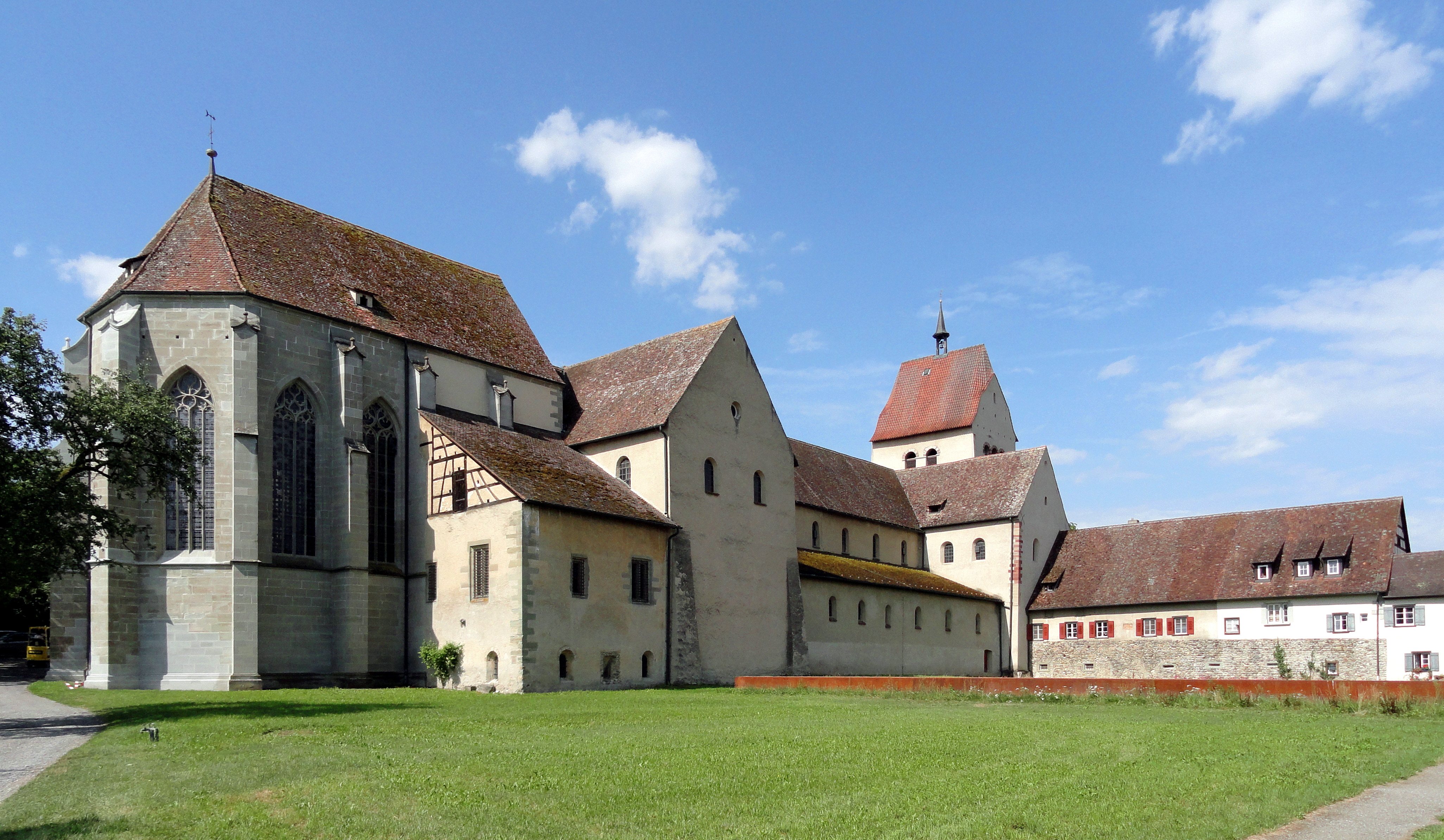
Монастырь Райхенау
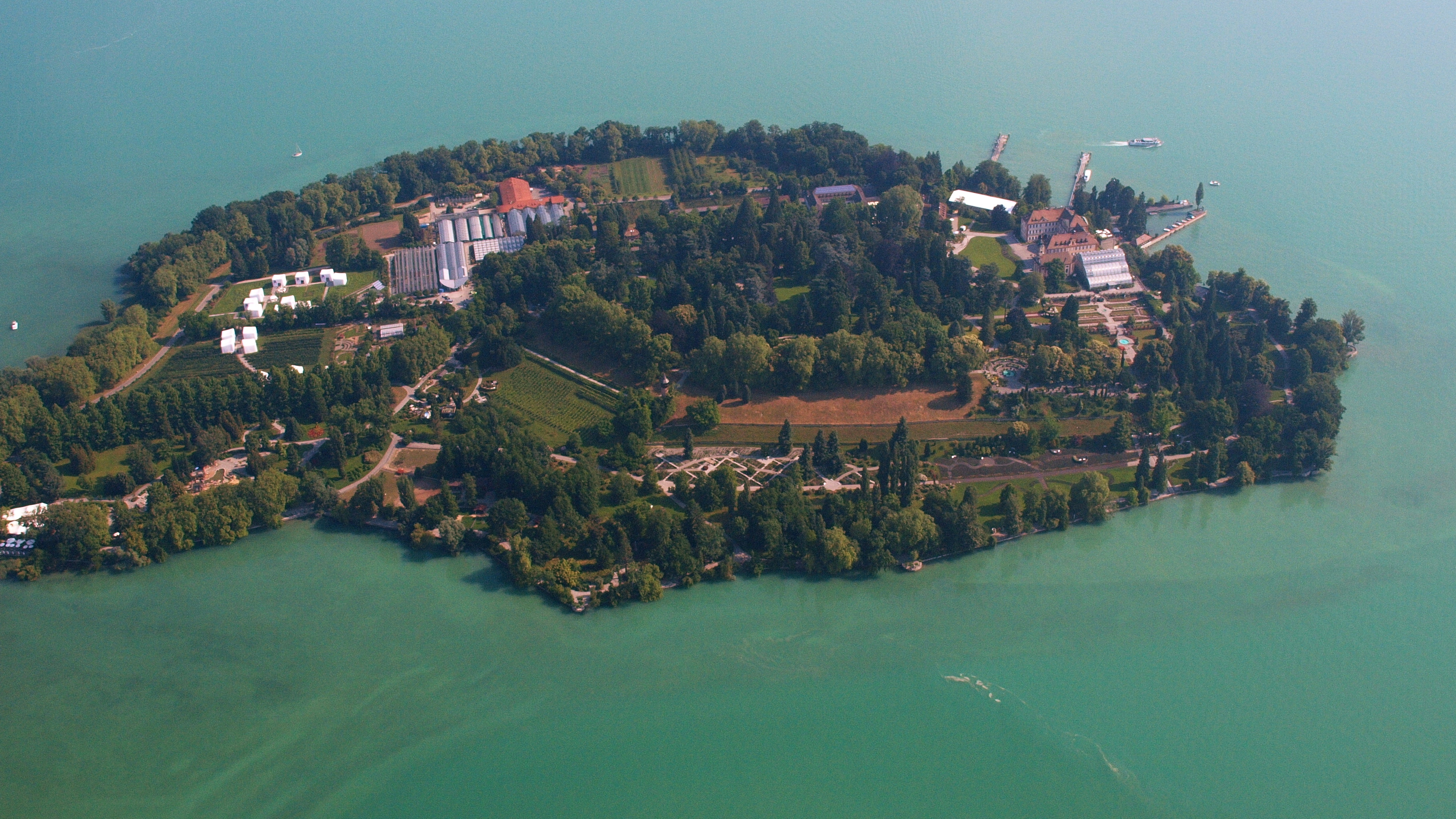
Остров Майнау

### Дома с фресками
- Городская ратуша Констанца
- Дом «Hohes Haus»[нем.]
- Дом «Zum Deutschen Haus»
- Дом «Zum Goldenen Löwen»
- Дом «Zum Hohen Hafen»
- Вилла Прим

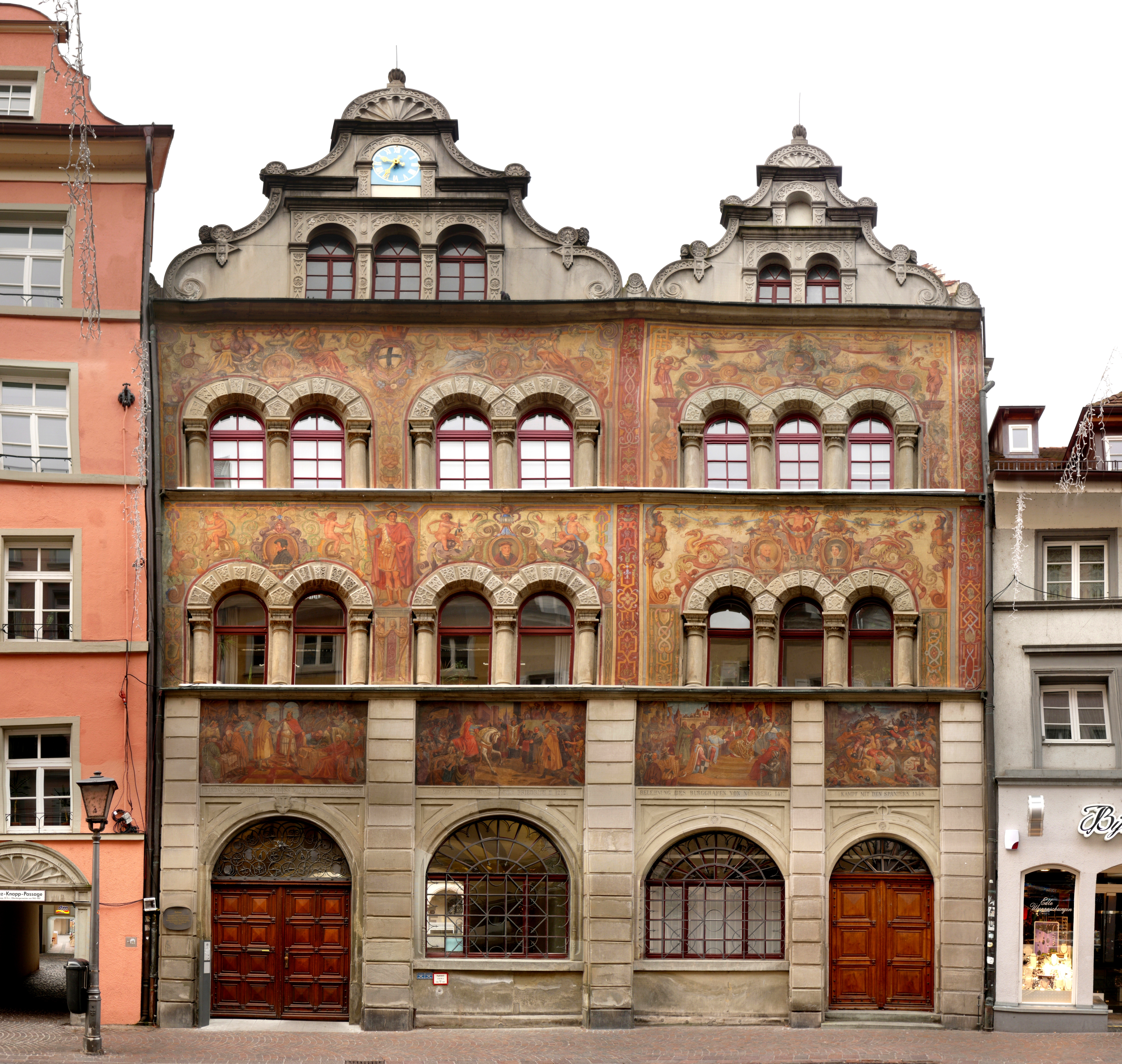
Ратуша
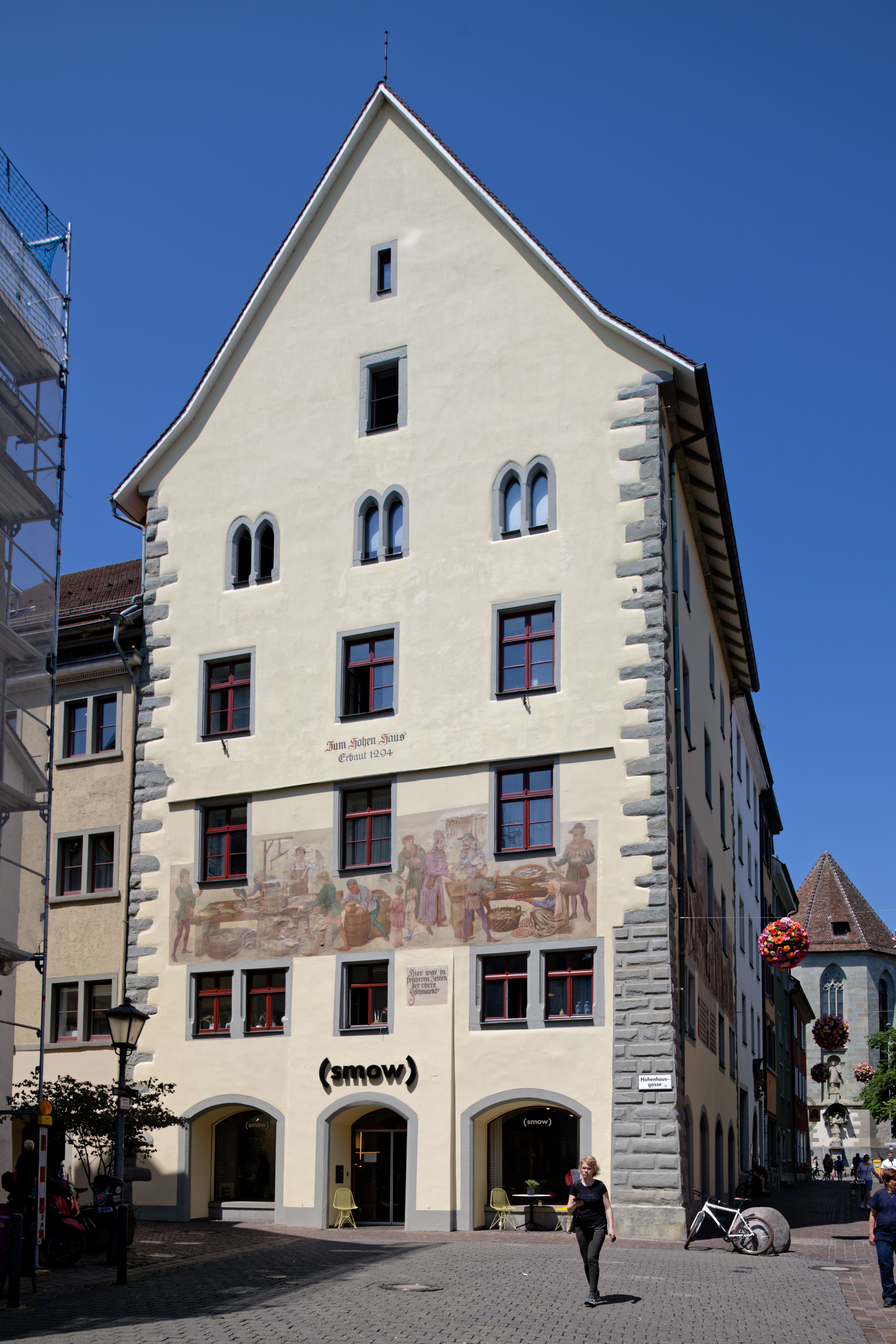
Hohes Haus
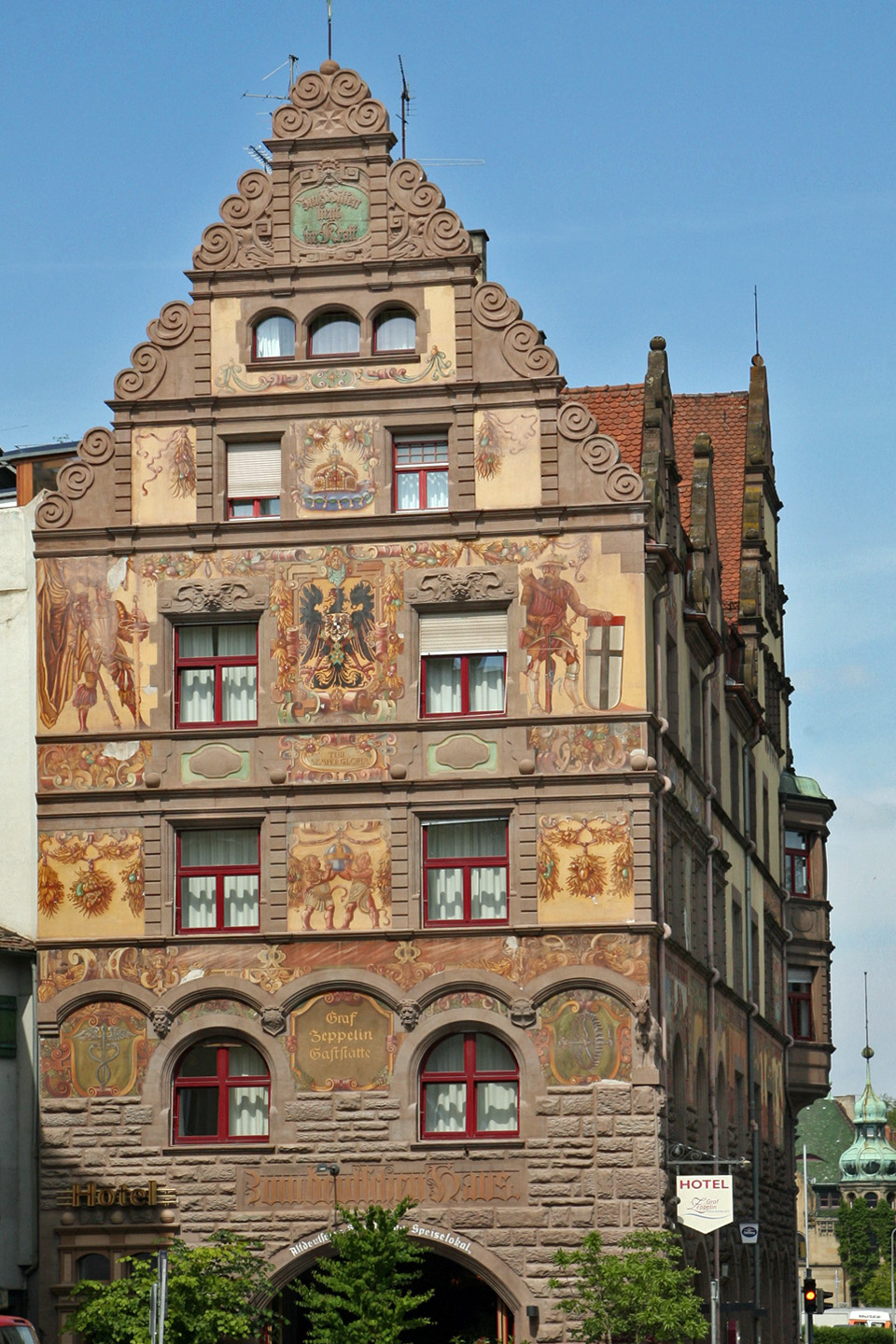
Zum Deutschen Haus
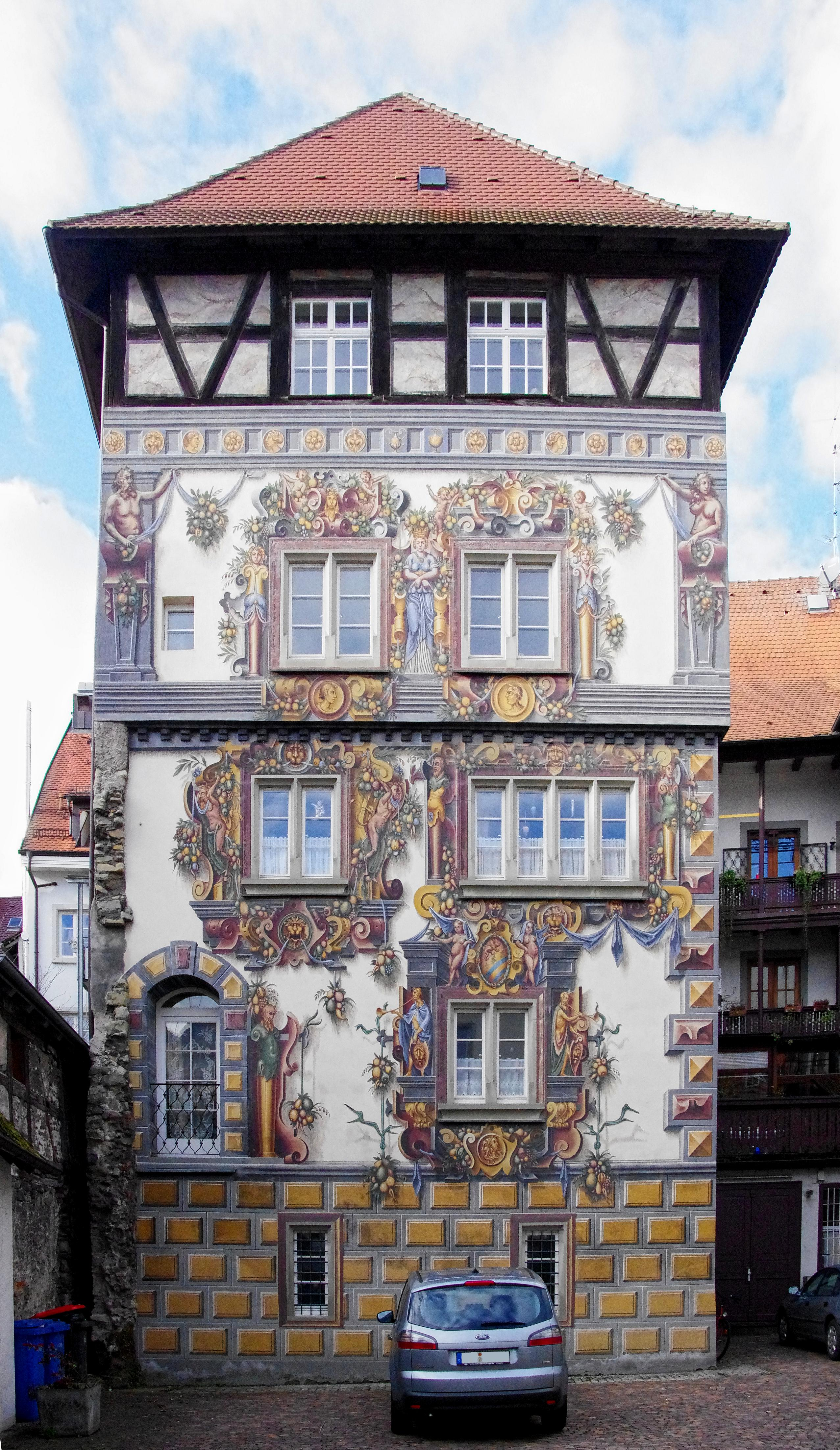
Zum Goldenen Löwen
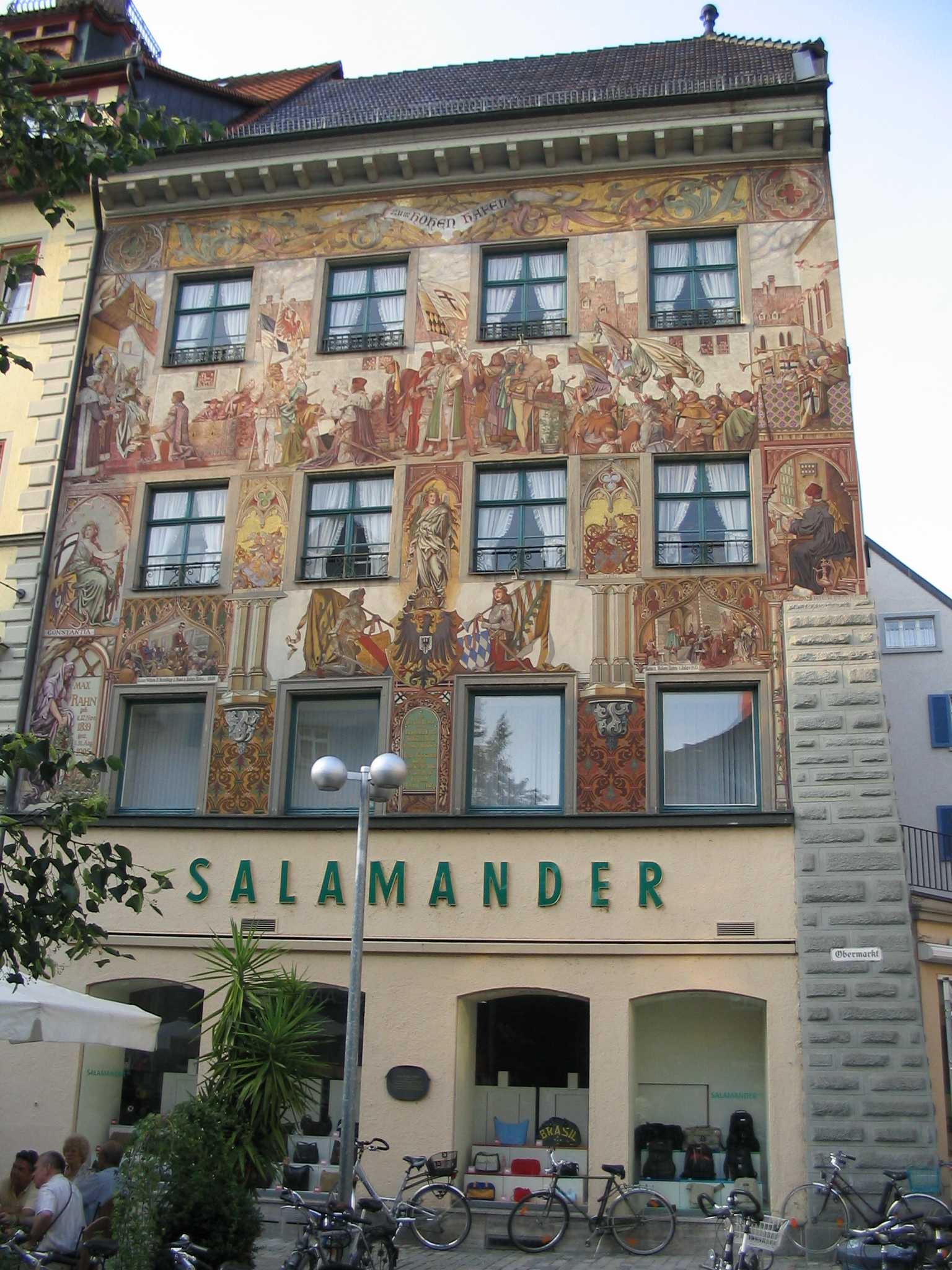
Zum Hohen Hafen
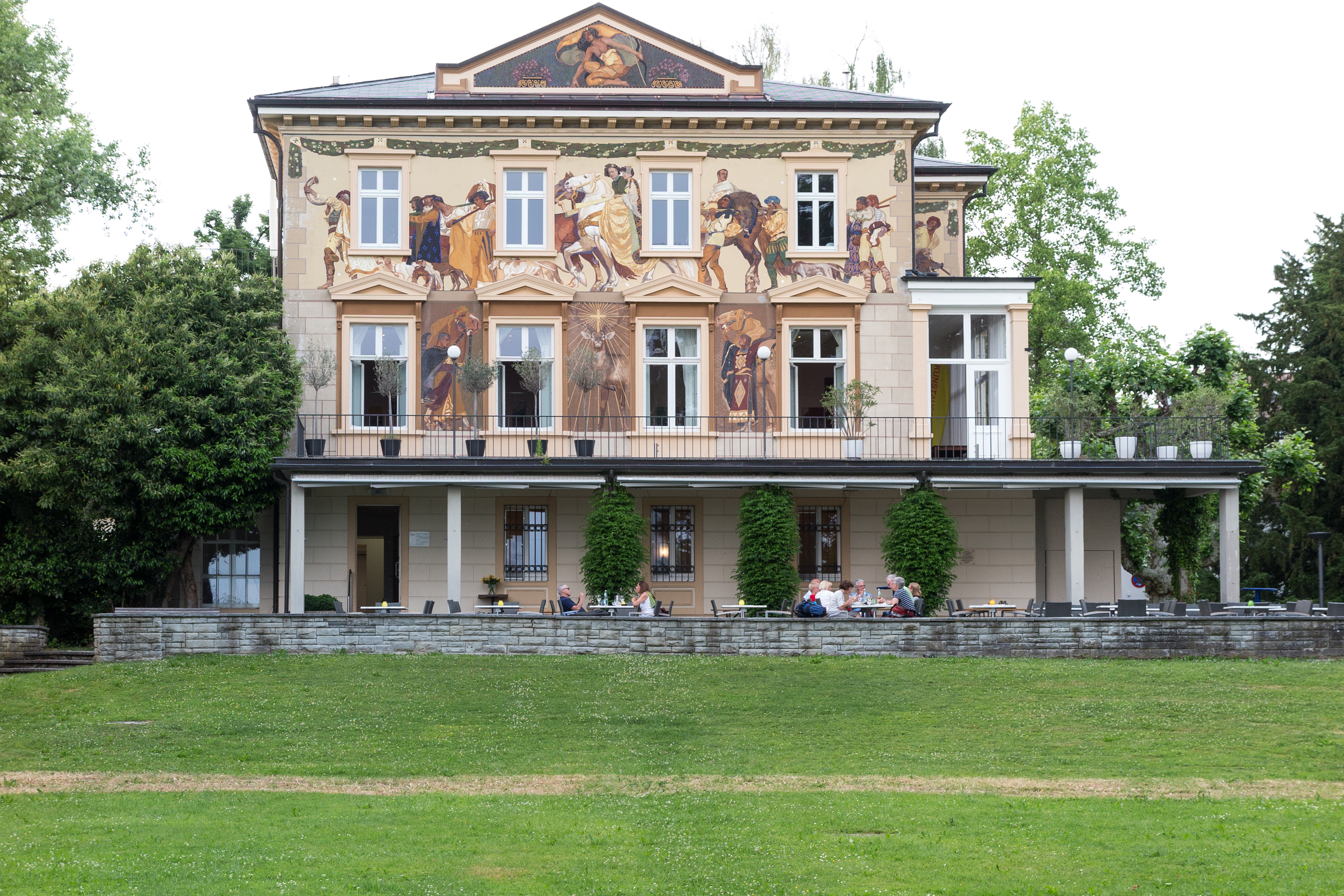
Вилла Прим

## Транспортное сообщение

### Городской транспорт
В пределах города автобусное сообщение осуществляет городская коммунальная компания Stadtwerke Konstanz, под управлением которой находятся также паромная линия Констанц-Меерсбург и судоходная компания BSB (Bodensee-SchiffsBetriebe). Автобусная компания, в свою очередь, является участником тарифного соглашения, действующего на территории округа Констанц, и входит таким образом в тарифный союз Хегау-Боденское озеро (нем. VHB = Verkehrsverbund Hegau-Bodensee) с единой тарифной политикой. В рамках партнёрства Еврорегион «Боденское озеро» (нем. Euregio Bodensee) в Констанце также действительны проездные билеты BodenseeTageskarte соответствующей тарифной зоны.

### Железные дороги

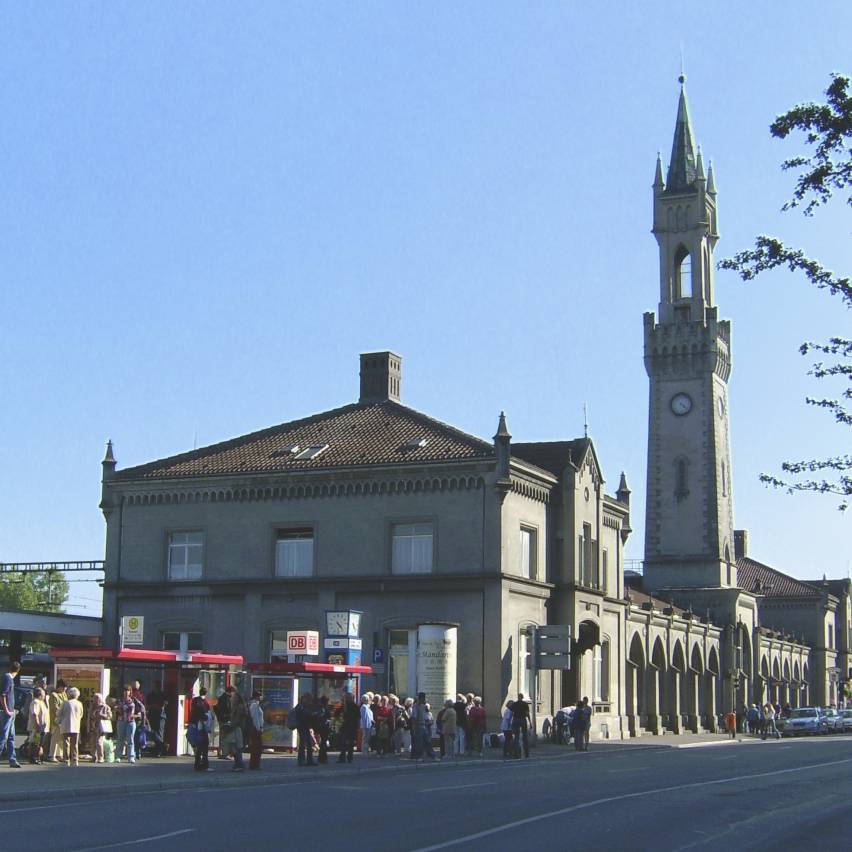
Вокзал Констанца

Вследствие своего приграничного положения Констанц является конечной станцией как немецких (DB), так и швейцарских (SBB) железных дорог. С констанцского вокзала отправляются, в основном, региональные поезда в направлении немецкого Карлсруэ, а также швейцарских городов Цюрих, Биль и Романсхорн. Кроме того в сторону Гамбурга, либо Штральзунда (по выходным дополнительно также до Дортмунда) дважды в день отправляется поезд дальнего следования типа IC/InterCity.

### Автомобильное и автобусное сообщение
Со стороны Швейцарии Констанц имеет непосредственный выход к сети европейских автобанов, например через А7 в направлении Цюриха и Фрауэнфельда. С немецкой стороны строительство автобана не завершено; с другой стороны федеральная трасса В33 соединяет Констанц с Радольфцеллем и Зингеном, и далее через В81 со Штутгартом. Посредством паромной линии до Меерсбурга Констанц имеет выход к трассе В33/В30 на северном берегу Боденского озера в направлении Равенсбурга и Ульма.
Междугородний скоростной автобус связывает Констанц с Фридрихсхафеном (ж/д вокзал и аэропорт) и Равенсбургом. С декабря 2012 г. через Констанц проходит также трасса международного автобусного сообщения Мюнхен-Цюрих.

### Водные виды транспорта
Констанц, лежащий на сильно выступающем в сторону озера полуострове, имеет прекрасно развитую инфраструктуру водного транспорта: автомобильный паром Констанц-Меерсбург (отправление каждые 15 минут) и катамаран до Фридрихсхафена (ежечасно) связывают город с северным берегом Боденского озера. В летний сезон Констанц посредством туристических судов связан со всеми городами на побережье.

## Известные уроженцы и жители
- Бернольд из Констанца (около 1050—1100) — монах-бенедиктинец, видный историк и литургист
- Генрих Сузо (1297—1366) — средневековый поэт, теолог-мистик
- Генрих Трухзес из Диcенхофена (1302—1376) — средневековый хронист и церковный историк
- Ульрих фон Рихенталь (1365—1437) — городской хронист, историограф Констанцского собора
- Ульрих Молитор (1442—1508) — имперский судья, правовед-гуманист
- Ульрих Цезе (1461—1535) — знаменитый юрист эпохи Возрождения
- Амвросий Бларер (1492—1564) — теолог, активный сторонник Реформации
- Христиан Ягеманн (1735—1804) — историк литературы
- Карл фон Мюллер-Фридберг (1755—1836) — швейцарский политик и государственный деятель, дипломат.
- Фердинанд фон Цеппелин (1838—1917) — военный инженер, изобретатель дирижабля
- Мартин Хайдеггер (1889—1976) — немецкий философ
- Ханс-Роберт Яусс (1921—1997)— учёный-филолог
- Вольфганг Изер (1926—2007) — учёный-филолог
- Петер Ленк (род. 1947) — скульптор
- Ян Мёрдок (1973—2015) — специалист в области информационных технологий
- Мёбиус Штефан (род. 1973) — учёный-социолог